# Anita Evenepoel
Anita Evenepoel (Ternat, 1945) is een Belgisch juweelontwerper, materiaalspecialist en experimenteel modeontwerper. Ze is een autoriteit op het gebied van textielontwerp en experiment met nieuwe materialen.

## Opleiding
Evenepoel liep school aan Regina Caeli in Dilbeek. Na haar middelbare studies, studeerde Evenepoel regentaat wiskunde waarna ze vijf jaar lang wiskundeles gaf in Gent.
Ze is autodidact op het gebied van textiel-, juwelen- en modevormgeving. In 1996 voltooide ze een postgraduaat scenografie aan de Koninklijke Academie voor Schone kunsten in Antwerpen.

## Begin carrière
Evenepoel maakte haar eigen kledij en die van haar kinderen. Na een ontmoeting met journaliste Monica Zerboni, die voor de Italiaanse Vogue schreef over een woning ontworpen door haar man Lou Jansen, verkende Evenepoel de stand van zaken van juweelontwerp in België. Daarop startte ze zelf met experimenteel juweelontwerp uit waardeloze materialen zoals rubber en plexiglas uit onvrede voor de Belgische sierkunstwereld die uitsluitend gebruik maakte van goud en zilver. Al snel groeiden haar juwelen uit tot parures, creaties die zich positioneren tussen juweel en kleding. De ontwerpen werden steeds groter en de grens tussen sieraad en kledingstuk werd kleiner. Haar ontwerpen werden al snel tentoongesteld, onder meer door Paul Derrez in Galerie Ra in Amsterdam.

## Kostuumontwerp, choreografieën en decorontwerp
Naast juweelontwerp bekwaamde ze zich ook in mode- en kostuumontwerp. Evenepoel raakte meer en meer gefascineerd door materialen en technieken, kleding maken zonder zomen, zonder naden en vertrekken van het materiaal en niet van een patroon. Ze had interesse voor het benadrukken van lichaamsvormen door plooien en inkepingen. Evenepoel experimenteert dan met wegwerpmaterialen, technische stoffen en kunststoffen zoals polyester en neopreen. Ze zet de ongewone eigenschappen van materialen in om tot juweel- en modeontwerpen te komen.
In 1985 bedenkt ze haar eigen choreografie, Stof tot bewegen, in samenwerking met Eric Raeves. Later wordt ze opgemerkt in Amerika en ontwerpt ze kostuums voor dansgezelschappen in Los Angeles en voor het New Yorkse ISO Dance Company. Ook voor Paula Abdul, die toen aan de top van de hitlijsten stond, ontwierp Evenepoel kledij. Ze ontwierp ook voor onder andere het Nederlandse ballet- en dansgezelschap Scapino en Brides of Lucifer, de heavy-metalgroep van Scala. Haar theaterontwerpen zijn vormexperimenten die los van het podium ook een verhaal vertellen. Het zijn driedimensionale sieraad- en kledingobjecten. Vaak ontstaan haar ontwerpen als vrij werk waarna ze een functie krijgen in een voorstelling. Verder volgen nog verschillende ontwerpen voor decors in binnen- en buitenland.
Haar werk wordt vaak tentoongesteld in binnen- en buitenland (Nederland, Amerika, Japan, Zweden, Noorwegen, …). Er werden ook veel publicaties aan haar gewijd in tijdschriften en boeken.

## Prêt à Partir
In 1997 start Evenepoel haar eigen experimentele modecollectie Prêt à Partir. Aanvankelijk was deze kledingcollectie beperkt tot uitsluitend jassen. Deze jassen werden gemaakt uit één stuk, geknipt uit één lap stof. Later omvatte de collectie ook andere kledingstukken. Volgens het Vlaamse tijdschrift Kwintessens waren dit originele ontwerpen in aparte stoffen. Het tijdschrift omschreef het als: "Confectie die anders is dan elders, met aparte mouwinzetten, niet-omgenaaide zomen, gevilte stoffen enz." Het merk had verkooppunten in Europa, Amerika, Japan, Rusland en Australië. Na tien jaar kwam er een einde aan Prêt à Partir.

## Carrière als docent
Evenepoel was jarenlang docente textiel aan de Antwerpse Modeacademie. Ook gaf ze onder meer les op de Gerrit Rietveld Academie in Amsterdam en aan het Sint-Lukas Brussel bij interieurvormgeving. Ze doceert nog steeds het bachelorvak ‘Serendipity’ aan de Koninklijke Academie voor Schone Kunsten, waarbij ze de studenten ontvangt in haar eigen atelier en hen laat experimenteren met allerlei vormen van textiel en druk- en perstechnieken.

## Privé
Evenepoel was getrouwd met architect Lou Jansen, die gerekend wordt tot de Turnhoutse School. Samen kregen ze een dochter (1971) en een zoon (1972). Ze woonden in Turnhout tot Lou Jansen overleed in 2019.

## Prijzen
- 2012: Prijs van de Vlaamse Gemeenschap voor Vormgeving 2011-2012. De jury loofde haar “rol als vaandeldrager voor het experiment, een voorbeeld van hoe passie een drijfveer kan vormen.”[12]
- 2008: Henry van de Velde prijs voor loopbaan van Design Vlaanderen[13]
- 1999: Loopbaanprijs Vormgeving van de provincie Antwerpen[14]

- RKD-Nederlands Instituut voor Kunstgeschiedenis: 26830
- Union List of Artist Names: 500594212